# Last (Menge)
Die Last war im Mittelalter eine Messgröße und bezeichnete ursprünglich die Menge an Getreide, die von einem von vier Pferden gezogenen Fuhrwerk transportiert werden konnte. Sie war auch eine Messgröße, um die Transportkapazität von Schiffen zu bestimmen.
Last kommt vom althochdeutschen hlast und bedeutet, man trägt oder zieht Last, entsprechend Ladung, Fracht. Das historische Stück- und Zählmaß wurde nach Ware und Stückmenge, in verschiedenen Ländern und Städten unterschiedlich angewendet.

## Anwendung für verschiedene Handelswaren
- Braunschweig 1 Last Heringe = 12 Tonnen
- Bremen 1 Last Bücklinge = 2500 Stück
- England 1 Last Backsteine = 500 Stück
- England 1 Last Fische = 12 Barrel/Fäßchen = 14.400 Stück
- England 1 Last Häute = 144 Stück
- England 1 Last allgemeine Häute = 240 Stück
- England 1 Last Salz = 18 Barrel
- England 1 Last Ziegel = 1000 Stück
- Holland 1 Last Heringe = 12 Tonnen (so wie er aus der See kommt, 14 Tonnen, verkauft indessen zu 12, auch 13 Tonnen.[2])
- Holland 1 Last Pech und Teer = 13 Tonnen
- Norwegen 1 Last Dielen = 51 ½ Stück Dielen (Christiana-Standard)
- Norwegen 1 Last Balken/Bauholz = 75 ½ Stück
- Reval 1 Last Heringe = 12 Tonnen
- Stralsund 1 Last Heringe = 13 Tonnen
- Stralsund 1 Last verpackte Ware = 12 Tonnen

## Altes Hohlmaß für Trockenkörper aus dem Mühlenbetrieb
- Hamburg 1 Last = 32,98 hl (30 Scheffel)[3]
- Dänemark 1 Last = 16,69 hl
- England 1 Last = 29,08 hl
- Russland 1 Last = 33,58 hl
- USA = 1 Last 28,2 hl